# Maurits Coppieters
Maurits Coppieters (Sint-Niklaas, 14 maggio 1920 – Deinze, 11 novembre 2005) è stato un politico belga, membro dell'Unione Popolare. 
Presidente del Parlamento fiammingo dal 14 giugno 1977 al 29 aprile 1979, ha fatto parte della Camera dei rappresentanti belga (1965-1971), del Senato belga (1971-1979) ed è stato europarlamentare al Parlamento europeo (1979-1981).

## Biografia

### Formazione e lavoro
Coppieters ha compiuto gli studi umanistici presso il Klein Seminarie a Sint-Niklaas. All'età di dodici anni divenne membro dell'Associazione fiamminga degli scout cattolici. Dal 1938 al 1942 ha studiato storia all'Università di Gand. Nel 1970 ha conseguito il dottorato in giurisprudenza attraverso il Centrale Examencommissie e nel 1983 ha conseguito un master in Studi dell'Europa dell'Est presso l'Università di Gand.
Durante la Seconda guerra mondiale, si nascose e si rifiutò di lavorare. Dopo la guerra, ha lavorato per anni nel campo dell'educazione: dal 1945 al 1946, è stato docente al Royal Atheneum di Ronse e dal 1946 al 1947 al Royal Athenaeum di Anversa, dal 1947 al 1948 al Royal Athenaeum di Deinze, dal 1948 al 1958 insegnante e dal 1958 al 1965, vicedirettore del Rijkshogere Technische Handelsschool di Gand. Nel 1970, si iscrive come avvocato tirocinante presso il Bar di Dendermonde. Dal 1974, è un avvocato a tutti gli effetti.

### Movimento fiammingo e seguito
Divenne un'autorità morale nel Movimento fiammingo del dopoguerra. È stato, in particolare, uno dei fondatori del Vlaamse Volksbeweging (VVB) (Movimento Popolare Fiammingo), di cui è stato presidente dal 1957 al 1963. Dal 1948 al 1956 è succeduto a Maurits van Haegendoren, commissario sindacale di VVKS. Dal 1956 al 1965 è stato presidente dell'Alleanza degli scout cattolici. Direttore della Jeugdline, la pagina del settimanale della gioventù De Vlaamse Linie. Inoltre, è stato il fondatore e il primo presidente di Young Families Action. Ha lavorato dal 1959 al 1965 al Kultuurraad voor Vlaanderen, è entrato a far parte dell'Unione belga nel 1954 e, dal 1959, è stato membro del Consiglio consultivo della rivista Kultuurleven.
La disperazione dell'azione extraparlamentare e la disilluisione nei confronti della legislazione linguistica del 1963 hanno portato Coppieters in politica. Sull'autogoverno per le Fiandre è stato impossibile per Coppieters non pensare oltre al rinnovamento della società fiamminga. L'apertura agli sviluppi nel mondo e la rottura della pillarizzazione sono state per lui un conditio sine qua non. Il suo cosiddetto nazionalismo della liberazione colloca il movimento fiammingo nel più ampio contesto della lotta dei popoli oppressi del Terzo mondo. Ha sviluppato la sua carriera politica con l'Unione Popolare dal 1963 in poi.
Coppieters contribuì significativamente negli anni '70 all'espansione ideologica dell'Unione Popolare attraverso l'organizzazione di congressi di partito sul pluralismo politico, i diritti delle donne, le questioni ambientali e la cooperazione allo sviluppo. Divenne il prestanome dell'ala progressista del partito e dal 1967 al 1979 fu anche direttore del Centro di formazione Lodewijk Dosfel. Come cofondatore del Centro internazionale fiammingo, volle anche promuovere l'interesse per l'integrazione europea e la cooperazione allo sviluppo nel Movimento fiammingo.
Dal 1964 al 1968 è stato consigliere per l'Unione Popolare a Sint-Amandsberg. Dal 1970 al 1976 è stato consigliere per Nieuwkerken-Waas. Dopo la fusione con Sint-Niklaas, è stato consigliere comunale dal 1976 al 1982. Inoltre è stato membro della Camera dei rappresentanti dal 1965 al 1971 per il distretto di Sint-Niklaas, dopo di che si è seduto al Senato dal 1971 al 1979 (dal 1971 al 1974 come senatore provinciale per le Fiandre orientali e dal 1974 fino al 1978 come senatore eletto direttamente nel quartiere di Dendermonde e Sint-Niklaas. In seguito al doppio mandato poi in atto, dal dicembre 1971 al novembre 1979, ha anche fatto parte del Consiglio culturale della Comunità culturale olandese. Dal 1972 al 1976 e dall'aprile al novembre 1979, ha presieduto il gruppo dell'Unione Popolare, dal giugno 1977 al dicembre 1978, ha presieduto il Consiglio per la Cultura. A partire dal 30 gennaio 1991, è stato nominato presidente onorario, titolo onorifico conferitogli dall'Ufficio (gestione quotidiana) del Consiglio fiammingo del tempo.

### Eurodeputato
Dal 1979 al 1981, Coppieters si è seduto al Parlamento europeo. In questo periodo è stato cofondatore della Alleanza Libera Europea (EVA), una partnership di partiti autonomisti e federalisti. Nel 1981 la sua carriera parlamentare terminò, dopodiché fu attivo nel movimento per la pace e dal 1984 al 1986 fu presidente del Centro di archiviazione e documentazione per il nazionalismo fiammingo. È stato anche presidente del Centro nazionale per la cooperazione allo sviluppo dal 1983 al 1989. Nel 1989 ha rassegnato le dimissioni dall'Unione Popolare, perché era deluso dal fatto che il partito non fosse preparato a vivere secondo il programma del partito che era stato adottato dai congressi in quel momento.

### Ultimi tredici anni
Nel 1996, ha fondato il movimento Sienjaal con il socialista Norbert De Batselier per riunire tutte le forze progressiste delle Fiandre. Rendere il CPAS più equo è stato l'obiettivo principale.
Nel maggio 2005, l'EVA ha deciso di nominare la sua futura fondazione politica europea con il nome di Maurits Coppieters.
Il 10 novembre 2009, quasi quattro anni dopo la sua morte, un libro su Maurits Coppieters è stato presentato al Parlamento fiammingo dalla rivista ADVN: Het Laatste Jaar van de Klaproos.